# Hueyapan (Puebla)
Hueyapan è una municipalità dello stato di Puebla, nel Messico centrale, il cui capoluogo è la località omonima.
Conta 11.868 abitanti (2015) e ha una estensione di 74,54 km². 	 	
Il nome della località significa luogo sopra la grande acqua in lingua nahuatl.